# Mary Jane (Schuh)

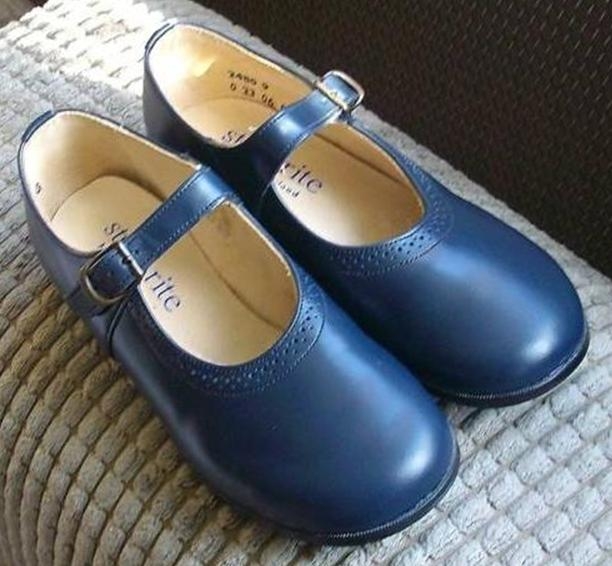
Klassische Spangenschuhe (Mary Janes) in blau

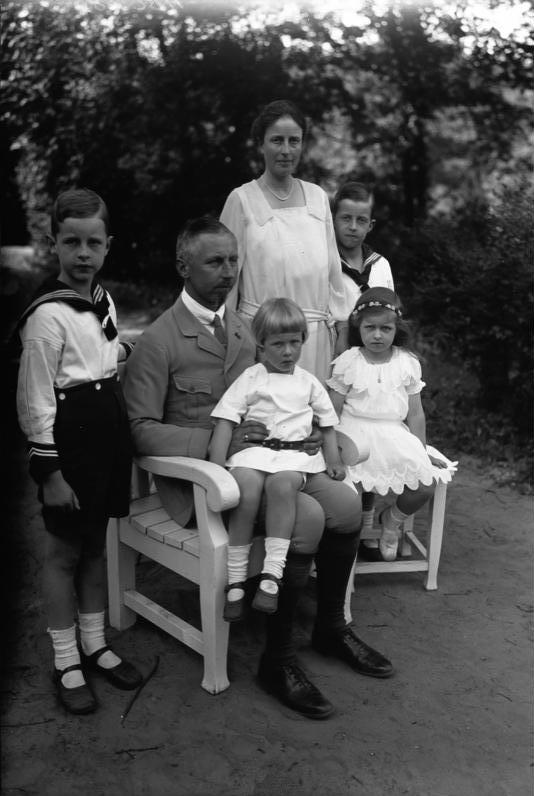
Prinz Oskar von Preußen im Kreise seiner Familie. Alle Kinder tragen Spangenschuhe.

Der Mary Jane ist ein Schuhmodell, das es seit den 1920er Jahren gibt und von Kindern und Frauen getragen wird. Mary Janes, von denen es mittlerweile zahlreiche Varianten gibt, sind in ihrer klassischen Form Spangenschuhe: schwarze Lackschuhe mit flachen Sohlen und flachen Absätzen, die vorne eine breite abgerundete Kappe haben. Über dem Spann des Fußes verläuft eine seitlich zu schließende Ristspange. Heutzutage bezeichnet man allgemein Schuhe mit Ristspange als Mary Janes, egal welche Absatz- oder Kappenform sie haben.

## Geschichte
Namensgebend für dieses Schuhmodell war eine Comicfigur, die Schwester der Hauptfigur des amerikanischen Comics Buster Brown von Richard Felton Outcault. Einen hohen Bekanntheitsgrad erlangte das Schuhmodell in den 1960ern, als das Modell Twiggy Mary Janes trug. Die Schuhe sind bei bestimmten Richtungen der Lolita-Mode ein wichtiger Bestandteil des Stils.